# Dereniówka

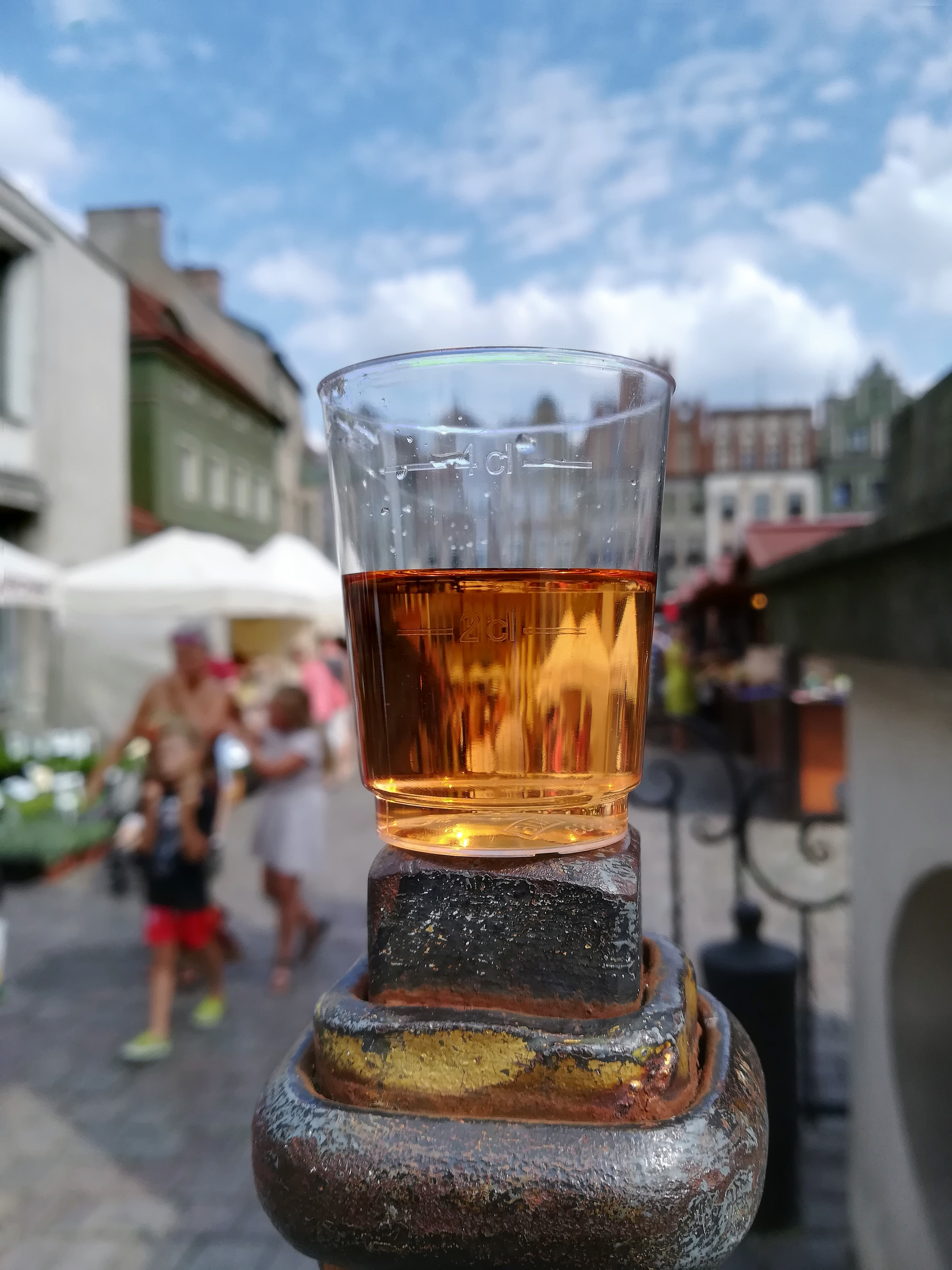
Dereniówka na festiwalu kulinarnym w Poznaniu

Dereniówka – nalewka przygotowywana na owocach derenia jadalnego, zazwyczaj na przełomie sierpnia i września.

## Działanie
Pomaga w lekkich zaburzeniach pracy układu trawiennego (żołądka i jelit) oraz przy przeziębieniach. Obniża ciśnienie tętnicze.